# Batu Bulan Sepakat
Batu Bulan Sepakat is een bestuurslaag in het regentschap Aceh Tenggara van de provincie Atjeh, Indonesië. Batu Bulan Sepakat telt 209 inwoners (volkstelling 2010).